# AXIA (斉藤由貴のアルバム)
『AXIA』（アクシア）は、斉藤由貴の初のスタジオ・アルバム。1985年6月21日発売。発売元はキャニオン・レコード（現：ポニーキャニオン）。規格品番は、LP：C28A0416、CT：28P6438、CD：D32A0096。

## 概要
LP帯のコピー：心こめて、い・つ・ま・で・も……
明星食品のCMソングに使用された歌手デビュー・シングル「卒業」とB面曲「青春」、TVドラマ『スケバン刑事』初代主題歌「白い炎」とB面曲「石鹸色の夏」、同ドラマ挿入歌「手のひらの気球船」を収録した初めてのスタジオ・アルバム。「AXIA」とは ″高貴なもの″ という意味のギリシア語の単語を英語風の綴りに変えたもの。
収録曲のうち、「感傷ロマンス」「雨のロードショー」を除く8曲は、同年12月発売のCD限定企画アルバム『The Special Series 斉藤由貴』（D32A0154）にも収められている。また、「AXIA 〜かなしいことり〜」はリアレンジされ、12インチ・シングル「土曜日のタマネギ」のB面曲としてシングルカットされた。
2003年9月18日発売のCD-BOX『斉藤由貴 CD-BOX 1』にリマスタリング音源で収められた。同ボックス・セットは限定生産のため、現在は入手困難となっている。
2009年には歌手デビュー25周年企画の一環として、特別なCDプレーヤーを購入することなく高音質再生が可能であるとされるHiQualityCD（HQCD）仕様で発売された。歌詞ブックレット巻末には制作プロデューサーである長岡和弘のコメント付。
鈴木慶一はこのアルバムにとても感動し、アンサーソングとしてたこ八郎の死を悼む「悲しい知らせ」を作ったと1985年当時のライブにて語っている。

## 収録曲

### LP／CT
| 全編曲: 武部聡志（特記以外）。 |                             |           |            |       |
| #                              | タイトル                    | 作詞      | 作曲       | 時間  |
| 1.                             | 「卒業」                    | 松本隆    | 筒美京平   | 4:44  |
| 2.                             | 「石鹸色の夏」              | 森雪之丞  | 亀井登志夫 | 4:13  |
| 3.                             | 「青春」(編曲：松任谷正隆)  | 松本隆    | 筒美京平   | 3:49  |
| 4.                             | 「フィナーレの風」          | 諸星冬子  | 天野滋     | 3:41  |
| 5.                             | 「AXIA 〜かなしいことり〜」 | 銀色夏生  | 銀色夏生   | 4:35  |
| 合計時間:                      | 合計時間:                   | 合計時間: | 合計時間:  | 21:02 |

| 全編曲: 武部聡志。 |                      |            |            |       |
| #                  | タイトル             | 作詞       | 作曲       | 時間  |
| 1.                 | 「白い炎」           | 森雪之丞   | 玉置浩二   | 4:13  |
| 2.                 | 「上級生」           | 田口俊     | 松田良     | 4:37  |
| 3.                 | 「手のひらの気球船」 | 田口俊     | 亀井登志夫 | 4:37  |
| 4.                 | 「感傷ロマンス」     | 諸星冬子   | 天野滋     | 4:12  |
| 5.                 | 「雨のロードショー」 | 来生えつこ | 来生たかお | 4:03  |
| 合計時間:          | 合計時間:            | 合計時間:  | 合計時間:  | 21:42 |

### CD
| 全編曲: 武部聡志（特記以外）。 |                             |            |            |       |
| #                              | タイトル                    | 作詞       | 作曲       | 時間  |
| 1.                             | 「卒業」                    | 松本隆     | 筒美京平   | 4:46  |
| 2.                             | 「石鹸色の夏」              | 森雪之丞   | 亀井登志夫 | 4:15  |
| 3.                             | 「青春」(編曲：松任谷正隆)  | 松本隆     | 筒美京平   | 3:51  |
| 4.                             | 「フィナーレの風」          | 諸星冬子   | 天野滋     | 3:41  |
| 5.                             | 「AXIA 〜かなしいことり〜」 | 銀色夏生   | 銀色夏生   | 4:35  |
| 6.                             | 「白い炎」                  | 森雪之丞   | 玉置浩二   | 4:12  |
| 7.                             | 「上級生」                  | 田口俊     | 松田良     | 4:38  |
| 8.                             | 「手のひらの気球船」        | 田口俊     | 亀井登志夫 | 4:38  |
| 9.                             | 「感傷ロマンス」            | 諸星冬子   | 天野滋     | 4:11  |
| 10.                            | 「雨のロードショー」        | 来生えつこ | 来生たかお | 4:06  |
| 合計時間:                      | 合計時間:                   | 合計時間:  | 合計時間:  | 42:53 |

| 全編曲: 武部聡志（特記以外）。 |                                                |            |            |       |
| #                              | タイトル                                       | 作詞       | 作曲       | 時間  |
| 1.                             | 「卒業」                                       | 松本隆     | 筒美京平   | 4:43  |
| 2.                             | 「石鹸色の夏」                                 | 森雪之丞   | 亀井登志夫 | 4:12  |
| 3.                             | 「青春」(編曲：松任谷正隆)                     | 松本隆     | 筒美京平   | 3:49  |
| 4.                             | 「フィナーレの風」                             | 諸星冬子   | 天野滋     | 3:41  |
| 5.                             | 「AXIA 〜かなしいことり〜」                    | 銀色夏生   | 銀色夏生   | 4:36  |
| 6.                             | 「白い炎」                                     | 森雪之丞   | 玉置浩二   | 4:14  |
| 7.                             | 「上級生」                                     | 田口俊     | 松田良     | 4:37  |
| 8.                             | 「手のひらの気球船」                           | 田口俊     | 亀井登志夫 | 4:37  |
| 9.                             | 「感傷ロマンス」                               | 諸星冬子   | 天野滋     | 4:12  |
| 10.                            | 「雨のロードショー」                           | 来生えつこ | 来生たかお | 4:08  |
| 11.                            | 「白い炎」(Single Version・ボーナス・トラック) | 来生えつこ | 来生たかお | 4:16  |
| 合計時間:                      | 合計時間:                                      | 合計時間:  | 合計時間:  | 47:05 |

### 曲解説
1. 卒業
  - デビュー・シングルA面曲。
2. 石鹸色の夏
  - 「白い炎」のB面曲。
3. 青春
  - 「卒業」のB面曲。
4. フィナーレの風
5. AXIA 〜かなしいことり〜
  - テレビで斉藤を見た銀色夏生が斉藤に歌ってほしいと持ち込んできた曲であると、斉藤自身が2020年のライブMCで語っている。
  - 富士写真フイルム工業の磁気記録媒体ブランド ″AXIA″ オーディオテープタイアップとしてのイメージソングとして製作され、CMソングとしても用いられた。
  - 1989年発売の銀色夏生presents BALANCEにて、「かなしいことり」としてカバー（ヴォーカリスト伊藤七美。斉藤版・伊藤版では譜割りが違う）。
  - 松本典子が1990年発売のアルバム『Jasmin』にて「かなしいことり」としてカバー（上記の伊藤版と譜割が同じ）。
  - 乙葉が2002年発売のアルバム『otohaCD volume1』にて、斉藤版と同じ譜割で「かなしいことり」としてカバー。
  - コトリンゴが2010年発売のカバー・アルバム『picnic album 1』で「AXIA〜かなしいことり〜」としてカバー。
  - 上白石萌音が2021年発売のカバー・アルバム『あの歌-2-』にて、同タイトル「AXIA 〜かなしいことり〜」で同じ譜割でカバー。
6. 白い炎
  - セカンド・シングルA面曲。記載はないが、サビのコーラスが二重になるアルバム・ヴァージョン。
7. 上級生
8. 手のひらの気球船
9. 感傷ロマンス
10. 雨のロードショー

## 関連作品
#CD（2009年盤）のトラック・ナンバー参照
- The Special Series 斉藤由貴 - M-1・2・3・4・5・6・7・8
- Yuki's MUSEUM - M-1・6
- YUKI's BEST - M-1・5
- MYこれ!クション 斉藤由貴BEST - M-1・6
- 斉藤由貴 SINGLESコンプリート - M-1・2・3・5（12inch Version）・6
- 悲しみよこんにちは（21st century ver.） - M-6（Retake）
- 斉藤由貴 ヴィンテージ・ベスト - M-1（Retake）・5（Retake）・6（Retake）
- re-package 3in1 - M-5（12inch Version）
- POETIC Live 1986 - M-1（Live）・M-2（Live）・M-5（Live）・M-6（Live）・M-8（Live）

## 発売履歴
- 1985年6月21日 - LP、規格品番：C28A0416
- 1985年6月21日 - CT、規格品番：28P6438
- 1985年7月05日 - CD、規格品番：D32A0096
- 1989年3月21日 - GOLD CD、規格品番：D35A0476
- 2003年9月18日 - CD-BOX、規格品番：PCCA-1924[5]
- 2009年3月25日 - HQCD（紙ジャケット仕様）、規格品番：PCCA-50132
- 2016年7月20日 - UHQCD、規格品番：PCCA-50239
- 2016年7月20日 - ハイレゾオーディオダウンロード、規格品番:なし[6]